# U-203
Unterseeboot 203 foi um submarino alemão do Tipo VIIC, pertencente a Kriegsmarine que atuou durante a Segunda Guerra Mundial.

## Comandantes
| Comandante              | Data                                             |
| ----------------------- | ------------------------------------------------ |
| Kptlt. Rolf Mützelburg  | 18 de Fevereiro de 1941 - 11 de Setembro de 1942 |
| Hans Seidel             | 11 de Setembro de 1942 - 20 de Setembro de 1942  |
| Kptlt. Hermann Kottmann | 21 de Setembro de 1942 - 25 de Abril de 1943     |

## Subordinação
Durante o seu tempo de serviço, esteve subordinado às seguintes flotilhas:
| Período                                       | Flotilha                  |
| --------------------------------------------- | ------------------------- |
| 18 de Fevereiro de 1941 - 25 de Abril de 1943 | 1. Unterseebootsflottille |

### Patrulhas
|       | Comandante               | Partida     | Partida     | Chegada     | Chegada     | Dias     | Toneladas |
| ----- | ------------------------ | ----------- | ----------- | ----------- | ----------- | -------- | --------- |
| 1     | Kptlt. Rolf Mützelburg   | 5 Jun 1941  | Kiel        | 29 Jun 1941 | St. Nazaire | 25 dias  | 9,358     |
| 2     | Kptlt. Rolf Mützelburg   | 10 Jul 1941 | St. Nazaire | 31 Jul 1941 | St. Nazaire | 22 dias  | 5,321     |
| 3     | Kptlt. Rolf Mützelburg   | 20 Set 1941 | St. Nazaire | 30 Set 1941 | Brest       | 11 dias  | 7,658     |
| 4     | Kptlt. Rolf Mützelburg   | 18 Out 1941 | Brest       | 12 Nov 1941 | Brest       | 26 dias  | 10,456    |
| 5     | Kptlt. Rolf Mützelburg   | 25 Dez 1941 | Brest       | 29 Jan 1942 | Brest       | 36 dias  | 2,865     |
| 6     | Kptlt. Rolf Mützelburg   | 12 Mar 1942 | Brest       | 30 Abr 1942 | Brest       | 50 dias  | 30,396    |
|       | Kptlt. Rolf Mützelburg   | 3 Jun 1942  | Brest       | 4 Jun 1942  | Lorient     | 2 dias   |           |
| 7     | Kptlt. Rolf Mützelburg   | 4 Jun 1942  | Lorient     | 29 Jul 1942 | Brest       | 56 dias  | 32,985    |
| 8     | Kptlt. Rolf Mützelburg * | 27 Ago 1942 | Brest       | 18 Set 1942 | Brest       | 23 dias  |           |
| 9     | Hermann Kottmann         | 15 Out 1942 | Brest       | 6 Nov 1942  | Lorient     | 23 dias  | 12,309    |
| 10    | Hermann Kottmann         | 6 Dez 1942  | Lorient     | 7 Jan 1943  | Brest       | 33 dias  |           |
| 11    | Kptlt. Hermann Kottmann  | 3 Abr 1943  | Brest       | 25 Abr 1943 | Afundado    | 23 dias  |           |
| Total | Total                    | Total       | Total       | Total       | Total       | 328 dias | 111 348 t |

### Navios afundados e danificados
- 21 navios afundados num total de 94 296 GRT
- 3 navios danificados num total de 17 052 GRT

| Data        | Comandante       | Nome da Embarcação                  | Toneladas | Nacionalidade   |        |
| ----------- | ---------------- | ----------------------------------- | --------- | --------------- | ------ |
| 24 Jun 1941 | Rolf Mützelburg  | Kinross                             | 4,956     | britânico       | OB-336 |
| 24 Jun 1941 | Rolf Mützelburg  | Soløy                               | 4,402     | norueguês       | HX-133 |
| 27 Jul 1941 | Rolf Mützelburg  | Hawkinge                            | 2,475     | britânico       | OG-69  |
| 28 Jul 1941 | Rolf Mützelburg  | Lapland                             | 1,330     | britânico       | OG-69  |
| 28 Jul 1941 | Rolf Mützelburg  | Norita                              | 1,516     | sueco           | OG-69  |
| 26 Set 1941 | Rolf Mützelburg  | Avoceta                             | 3,442     | britânico       | HG-73  |
| 26 Set 1941 | Rolf Mützelburg  | Cortes                              | 1,374     | britânico       | HG-73  |
| 26 Set 1941 | Rolf Mützelburg  | Varangberg                          | 2,842     | norueguês       | HG-73  |
| 3 Nov 1941  | Rolf Mützelburg  | Empire Gemsbuck                     | 5,626     | britânico       | SC-52  |
| 3 Nov 1941  | Rolf Mützelburg  | Everoja                             | 4,830     | britânico       | SC-52  |
| 15 Jan 1942 | Rolf Mützelburg  | Catalina                            | 632       | português       |        |
| 17 Jan 1942 | Rolf Mützelburg  | Octavian                            | 1,345     | norueguês       |        |
| 21 Jan 1942 | Rolf Mützelburg  | North Gaspe (danificado)            | 888       | canadense       |        |
| 10 Abr 1942 | Rolf Mützelburg  | San Delfino                         | 8,072     | britânico       |        |
| 11 Abr 1942 | Rolf Mützelburg  | Harry F. Sinclair, Jr. (danificado) | 6,151     | norte-americano |        |
| 12 Abr 1942 | Rolf Mützelburg  | Stanvac Melbourne (danificado)      | 10,013    | panamenho       |        |
| 14 Abr 1942 | Rolf Mützelburg  | Empire Thrush                       | 6,160     | britânico       |        |
| 26 Jun 1942 | Rolf Mützelburg  | Pedrinhas                           | 3,666     | brasileiro      |        |
| 26 Jun 1942 | Rolf Mützelburg  | Putney Hill                         | 5,216     | britânico       |        |
| 28 Jun 1942 | Rolf Mützelburg  | Sam Houston                         | 7,176     | norte-americano |        |
| 9 Jul 1942  | Rolf Mützelburg  | Cape Verde                          | 6,914     | britânico       |        |
| 11 Jul 1942 | Rolf Mützelburg  | Stanvac Palembang                   | 10,013    | panamenho       |        |
| 29 Out 1942 | Hermann Kottmann | Hopecastle                          | 5,178     | britânico       | SL-125 |
| 30 Out 1942 | Hermann Kottmann | Corinaldo                           | 7,131     | britânico       | SL-125 |
| Total       | Total            | Total                               | 111 348   |                 |        |

## Operações conjuntas de ataque
O U-203 participou das seguinte operações de ataque combinado durante a sua carreira:
- Rudeltaktik Schlagetot (20 de outubro de 1941 - 1 de novembro de 1941)
- Rudeltaktik Raubritter (1 de novembro de 1941 - 5 de novembro de 1941)
- Rudeltaktik Seydlitz (27 de dezembro de 1941 - 7 de janeiro de 1942)
- Rudeltaktik Ziethen (7 de janeiro de 1942 - 22 de janeiro de 1942)
- Rudeltaktik Iltis (6 de setembro de 1942 - 10 de setembro de 1942)
- Rudeltaktik Streitaxt (20 de outubro de 1942 - 30 de outubro de 1942)
- Rudeltaktik Raufbold (11 de dezembro de 1942 - 22 de dezembro de 1942)
- Rudeltaktik Spitz (22 de dezembro de 1942 - 31 de dezembro de 1942)
- Rudeltaktik Lerche (10 de abril de 1943 - 16 de abril de 1943)
- Rudeltaktik Meise (16 de abril de 1943 - 22 de abril de 1943)
- Rudeltaktik Specht (23 de abril de 1943 - 25 de abril de 1943)